# Oxcarbazepina
Oxcarbazepina, vendida sob o nome comercial Trileptal, entre outros, é um medicamento usado no tratamento da epilepsia e do transtorno bipolar. Para epilepsia, é usado em pessoas que apresentam crises focais e/ou generalizadas. Em pessoas com transtorno bipolar que não respondem bem a outros tratamentos, a oxcarbazepina pode ser utilizada como terapia adjuvante. É tomado por via oral.
Os efeitos colaterais mais comuns são náusea, vômito, tontura, sonolência, visão dupla e ataxia. Os efeitos colaterais graves podem incluir anafilaxia, danos hepáticos, pancreatite, ideação suicida e arritmia cardíaca. Embora o uso durante a gravidez possa prejudicar o feto, a administração do fármaco geralmente é mais seguro do que o risco de ocorrer uma convulsão. Seu uso não é recomendado durante a amamentação. Em pessoas alérgicas à carbamazepina, há uma probabilidade de 25% de que também sejam alérgicas à oxcarbazepina. Seu mecanismo de ação não é totalmente conhecido.
A oxcarbazepina foi patenteada em 1969 e introduzida no mercado em 1990. Está disponível como um medicamento genérico . Em 2018, era o 158º medicamento mais prescrito nos Estados Unidos, com mais de 3 milhões de prescrições.

## Usos médicos
A oxcarbazepina é um anticonvulsivante usado para reduzir a ocorrência de episódios epiléticos focais/parciais, e pode ser administrada isoladamente (monoterapia) ou em combinação com outros medicamentos. Em pediatria, pode ser usado em monoterapia para o tratamento de convulsões parciais em crianças a partir dos 4 anos, ou em associação medicamentosa para crianças de 2 anos ou mais. Há algumas evidências que apóiam sua eficácia na redução da frequência de convulsões quando usado em associação a outros fármacos para tratar epilepsia focal resistente a medicamentos, mas ainda existem poucos estudos quanto à tolerabilidade do fármaco.
Um ensaio clínico investigou o uso de oxcarbazepina como um estabilizador de humor no transtorno bipolar, com mais evidências necessárias para avaliar adequadamente seu potencial de tratamento. Pode ser eficaz no tratamento da neuralgia do trigêmeo.
Existem dados limitados que analisam o impacto da oxcarbazepina no feto. Os estudos em animais revelaram um aumento das anomalias fetais em ratas e coelhas grávidas expostas à oxcarbazepina durante a gravidez. Além disso, a oxcarbazepina é estruturalmente semelhante à carbamazepina, que é considerada teratogênica em humanos. A oxcarbazepina só deve ser usada durante a gravidez se os benefícios terapêuticos superarem os riscos.
Pessoas grávidas em tratamento com oxcarbazepina devem ser monitoradas de perto, pois os níveis plasmáticos do metabólito ativo (licarbazepina) podem diminuir durante a gravidez.

### Amamentação
A oxcarbazepina e seu metabólito ativo, a licarbazepina (MHD), foram encontrados no leite materno e, portanto, seus princípios ativos são excretados pelo leite materno.

## Efeitos colaterais
Os efeitos colaterais dependem da dose administrada. Os mais comuns incluem tontura, visão turva ou dupla, nistagmo, ataxia, fadiga, dores de cabeça, náuseas, vômitos, sonolência, dificuldade de concentração e prejuízos na cognição.
Efeitos menos comuns incluem hiponatremia, anafilaxia, angioedema e hipersensibilidade (especialmente quando a pessoa é alérgica àcarbamazepina), necrólise epidérmica tóxica, síndrome de Stevens-Johnson e pensamentos suicidas.
As concentrações dos níveis séricos de sódio devem ser acompanhadas durante o tratamento de manutenção com a oxcarbazepina ou quando sintomas de hiponatremia ocorrem. Níveis baixos de sódio no sangue foram relatados em 20-30% das pessoas que tomam oxcarbazepina e, entre essas pessoas, 8-12% apresentaram hiponatremia grave. Alguns efeitos colaterais, como dores de cabeça, são mais evidentes logo após a administração de uma dose e tendem a diminuir após a administração do fármaco (em média, em 60 a 90 minutos). Outros efeitos colaterais incluem dor de estômago, tremores, erupção cutânea, diarreia, prisão de ventre, diminuição do apetite e boca seca. A fotossensibilidade também é um efeito colateral, o que pode resultar em queimaduras solares graves como resultado da exposição ao sol.
Em uma revisão sistemática da literatura sobre as desordens dos movimentos associadas com oxcarbazepina, distonia, mioclonia, e parkinsonismo foram os únicos movimentos anormais encontrados com o uso de oxcarbazepina.

## Interações
A oxcarbazepina, a licarbazepina e muitos outros medicamentos amplamente utilizados são influenciados com a interação das enzimas do citocromo P450. Isso leva a um grupo de dezenas de drogas comuns interagindo entre si em vários graus, por exemplo:
A oxcarbazepina e a licarbazepina são inibidores potentes da enzima CYP2C19 e, portanto, pode aumentar a concentração plasmática de fármacos que são metabolizados por essa via. Outros antiepilépticos que também inibem o CYP2C19 e, portanto, podem ser metabolizados mais lentamente em associação à oxcarbazepina são diazepam, hexobarbital, mefenitoína, metilfenobarbital, nordazepam, fenobarbital, fenitoína, primidona .
Além disso, a oxcarbazepina e a licarbazepina são indutores do CYP3A4 e do CYP3A5 e, portanto, também podem diminuir a concentração plasmática dos substratos de outras drogas metabolizadas pelas enzimas CYP3A4 e CYP3A5. Os medicamentos que são substratos do CYP3A4 ou CYP3A5 e, portanto, podem ter eficácia reduzida, são os bloqueadores dos canais de cálcio e contraceptivos orais. Ainda não está claro se a forte inibição das enzimas CYP3A4/5 possuem significado clínico quando a oxcarbazepina é usada em doses terapêutica. Outros fármacos, como a fenitoína e o fenobarbital também podem reduzir os níveis plasmáticos de licarbazepina através da indução das enzimas do citocromo P450.

## Farmacologia
A oxcarbazepina é um pró-fármaco que, após ser administrada, é extensivamente metabolizada em licarbazepina (MHD), seu derivado farmacologicamente ativo. A oxcarbazepina e o MHD agem bloqueando canais de sódio sensíveis à voltagem, estabilizando a membrana dos nervos hiperexcitados, supressão de disparos neuronais repetitivos e diminuição da propagação de impulsos sinápticos. Além disso, os efeitos anticonvulsivantes desses compostos podem ser atribuídos ao aumento da condução de potássio e modulação dos canais de cálcio ativados por alta voltagem.

### Farmacocinética
A oxcarbazepina tem alta biodisponibilidade quando administrada por via oral. Em um estudo em humanos, apenas 2% da oxcarbazepina permaneceu inalterada, 70% foram metabolizados em licarbazepina; e o restante foi excretado em metabólitos menores.  A meia-vida da oxcarbazepina é de cerca de 2 horas, enquanto a licarbazepina tem meia-vida de aproximadamente 9 horas. Por conta de sua estrutura química diferente da carbamazepina, há menor probabilidade de bioconversão por epoxidação metabólica, reduzindo o risco de danos hepáticos.

### Farmacodinâmica
Em estudos de modelos de convulsão realizados em animais tanto, a oxcarbazepina como a licarbazepina demonstraram exercer propriedades anticonvulsivantes. Esses compostos demonstraram exercer funções protetoras sempre que crises tônicas foramm induzidas por descarga elétrica, mas se mostraram menos eficazes em crises induzidas quimicamente. Os fármacos foram bem tolerados em ensaios clínicos aplicados em animais.  A atividade antiepiléptica do medicamento provém, em maior parte, da licarbazepina, seu metabólito ativo.
Além da redução dos efeitos colaterais, presume-se que a licarbazepina compartilhe o principal mecanismo de ação da carbamazepina, a inibição dos canais de sódio, e por isso esses fármacos compartilham usos clínicos semelhantes.

## Química
A oxcarbazepina é um derivado da carbamazepina, com uma cetona no lugar da ligação dupla carbono-carbono, contendo um átomo de oxigênio adicional no anel dibenzazepina.
A oxcarbazepina é um pró-fármaco que é metabolizado em licarbazepina pelo fígado.